# NGC 5998
NGC 5998 — группа звёзд в созвездии Скорпион.
Этот объект входит в число перечисленных в оригинальной редакции «Нового общего каталога».